# 최상
최상(崔尙)은 고려의 문신이다. 본관은 탐진(耽津)이다. 관직은 동지중추원사를 역임하였다.고려사절요 1068년 4월 기사.

## 생애
1035년(고려 정종(靖宗) 1년) 문과에 병과(丙科)로 급제하였다.
1056년(문종(文宗) 10년) 9월 5일 예부낭중(禮部郞中)으로 진주(晉州)·나주(羅州)·전주(全州)·청주(淸州)·광주(廣州)·공주(公州)·홍주(洪州) 7도무문사(七道撫問使)로 파견되었다.
1058년(문종 12년) 2월 17일 내서사인(內史舍人) 지동궁시독사(內史舍人 知東宮侍讀事)로서 아뢰기를, “어제 거란(契丹)의 사신 왕종량(王宗亮)을 전송하려고 밤에 금교역(金郊驛)에 도착하였는데, 왕종량이 줄지어 선 횃불을 보고 말하기를, ‘교외까지 전송하여 술을 먹으니 이 때문에 밤을 범하였고, 저 횃불을 가진 종들의 홑옷이 대단히 민망하니 이후에는 마땅히 이른 아침에 출발할 것입니다. 일찍이 듣건대 귀국의 조정에서는 사신을 접견할 때에 밤이 되도록 술을 권한다 하더니, 이번에 예악(禮樂)을 보니 모두 중화(中華)와 같아서 탄복하고 칭찬할 뿐입니다. 그런데 세 번 왕부(王府)에 나아갔는데 잔치에 반드시 등불을 켰습니다. 우리나라의 법에는 다만 혼인날 밤에만 화촉을 쓰는 것을 허락하고, 신하들이 손님을 접대할 때에는 비록 밤이 늦어도 촛불을 켜지 아니합니다.’라고 하였습니다. 신 또한 생각하건대 임금이란 밝은 것을 향하여 다스리는 것이니, 마땅히 대낮에 빈객을 접견해야 하겠습니다. 하물며 등촉 또한 백성의 고혈로 비용이 너무 많으면 검소한 덕이 손상될까 두렵습니다. 옛날 진경중(陳敬仲)이 제(齊) 환공(桓公)의 술을 대접받을 때 환공이 불을 켜고 계속하자는 명령을 사양하여 말하기를, ‘신하는 낮을 택하고 밤을 택하지 않습니다.’라고 하였습니다. 간청하건대 지금부터 잔치의 예식은 다만 낮을 택하도록 하고, 송별[辭貴]의 예식은 마땅히 조회할 때를 이용하십시오.”라고 하니, 왕이 이 간언을 받아들였다.
1061년(문종 15년) 11월 1일 좌유덕(左諭德)으로 임명되었다.
1065년(문종 19년) 9월에 예부상서(禮部尙書)로서 사은사(謝恩使)가 되어 거란에 가서 태자 책봉을 사례하였다.
1068년(문종 22년) 4월에 지공거(知貢擧)가 되어 진사(進士)를 선발하였고, 4월 23일에 동지중추원사(同知中樞院事)에 이르렀다.